# Фокс Ран (Пенсилванија)
Фокс Ран (енгл. Fox Run) насељено је место без административног статуса у америчкој савезној држави Пенсилванија.

## Демографија
По попису из 2010. године број становника је 3.282, што је 238 (7,8%) становника више него 2000. године.
| Група             | 2000.         | 2010.         |
| Белци             | 2.933 (96,4%) | 3.107 (94,7%) |
| Афроамериканци    | 22 (0,7%)     | 34 (1,0%)     |
| Азијати           | 43 (1,4%)     | 58 (1,8%)     |
| Хиспаноамериканци | 20 (0,7%)     | 47 (1,4%)     |
| Укупно            | 3.044         | 3.282         |